# المراجعة الشهرية (لندن)
المراجعة الشهرية (بالإنجليزية: The Monthly Review)‏؛ هي مجلة دورية بريطانية، أسسها رالف غريفيث، وكانت تصدر في لندن، في الفترة ما بين من عام 1749 حتى العام 1845، وغدت المجلة الأشهر في بريطانيا في ذلك الوقت.